# Лоренцо Скарафоні
Лоренцо Скарафоні (італ. Lorenzo Scarafoni, нар. 4 грудня 1965, Асколі-Пічено) — італійський футболіст, що грав на позиції нападника. По завершенні ігрової кар'єри — тренер.

## Клубна кар'єра
Народився 4 грудня 1965 року в місті Асколі-Пічено. Вихованець футбольної школи клубу «Асколі». Дорослу футбольну кар'єру розпочав 1981 року в основній команді того ж клубу, в якій провів сім сезонів, взявши участь у 73 матчах чемпіонату. За цей час 1987 року виборов титул володаря Кубка Мітропи.
1988 року перейшов у «Барі», якому в першому ж сезоні допоміг вийти до Серії А, а в наступному вдруге у своїй кар'єрі виграв Кубок Мітропи, але у вищому дивізіоні мав низьку результативність, тому змушений був знову відправитись до Серії Б, де грав за клуби «Трієстина», «Піза», «Чезена», «Палермо» та «Равенна». Його найпродуктивнішим сезоном став сезон 1993/94, коли його 15 м'ячів дозволили «Чезені» взяти участь у плей-оф за вихід до Серії А, втім там команді Скарафоні не вдалося пройти «Падову»).
У сезоні 1996/97 виступав у Серії С1 за «Анкону», а завершив професійну ігрову кар'єру у клубі «Палермо», де грав до 1999 року. Загалом за кар'єру він зіграв 84 матчі у Серії А, забивши 10 голів і 260 ігор та 69 голів у Серії B, вигравши другий дивізіон з «Асколі» в сезоні 1985/86.

## Виступи за збірну
Протягом 1987—1988 років залучався до складу молодіжної збірної Італії, з якою був чвертьфіналістом молодіжного чемпіонату Європи 1988 року. На молодіжному рівні зіграв в 11 офіційних матчах.

## Кар'єра тренера
Розпочав тренерську кар'єру відразу ж по завершенні кар'єри гравця, 1999 року, ставши тренером юнацької команди «Фермана». З 2001 року став працювати асистентом головного тренера у клубах «Болонья» та «Ліворно».
Його перший досвід головного тренера — «Андрія», де він працював у сезоні 2006/07 років у Серії C2. 
У липні 2007 року він був призначений технічним директором «Авелліно».
У березні 2010 року він став тренером «Чентобукі» з Серії D, але того ж року покинув клуб і у липні 2011 року очолив «Ферману», керуючи командою в Еччеленці сезону 2011/12.

## Титули і досягнення
- Володар Кубка Мітропи (2):

«Асколі»: 1986–1987
«Барі»: 1990